# Zamarła Turnia
Der Ödkarturm (polnisch Zamarła Turnia) ist ein Berg in der Hohen Tatra mit einer Höhe von 2179 m n.p.m.und liegt in Polen. Über seinen Gipfel führt der Höhenweg Orla Perć.

## Lage und Umgebung
Unterhalb des Gipfels liegen drei Täler, die Dolina Pusta im Osten und die Dolina Kozia. 
Vom Gipfel der Gefrorenen Zacken (Zmarzłe Czuby) wird der Ödkarturm durch den Bergpass Ödkarscharte (Zmarzła Przełęcz) getrennt, von dem westlich gelegenen Gipfel Gemsenbastei (Kozie Czuby) durch den Bergpass Gemsenscharte (Kozia Przełęcz).

## Etymologie
Der Name Zamarła Turnia lässt sich als Toter Turm oder wörtlich Zu Tode erstarter Turm übersetzen.

## Tourismus

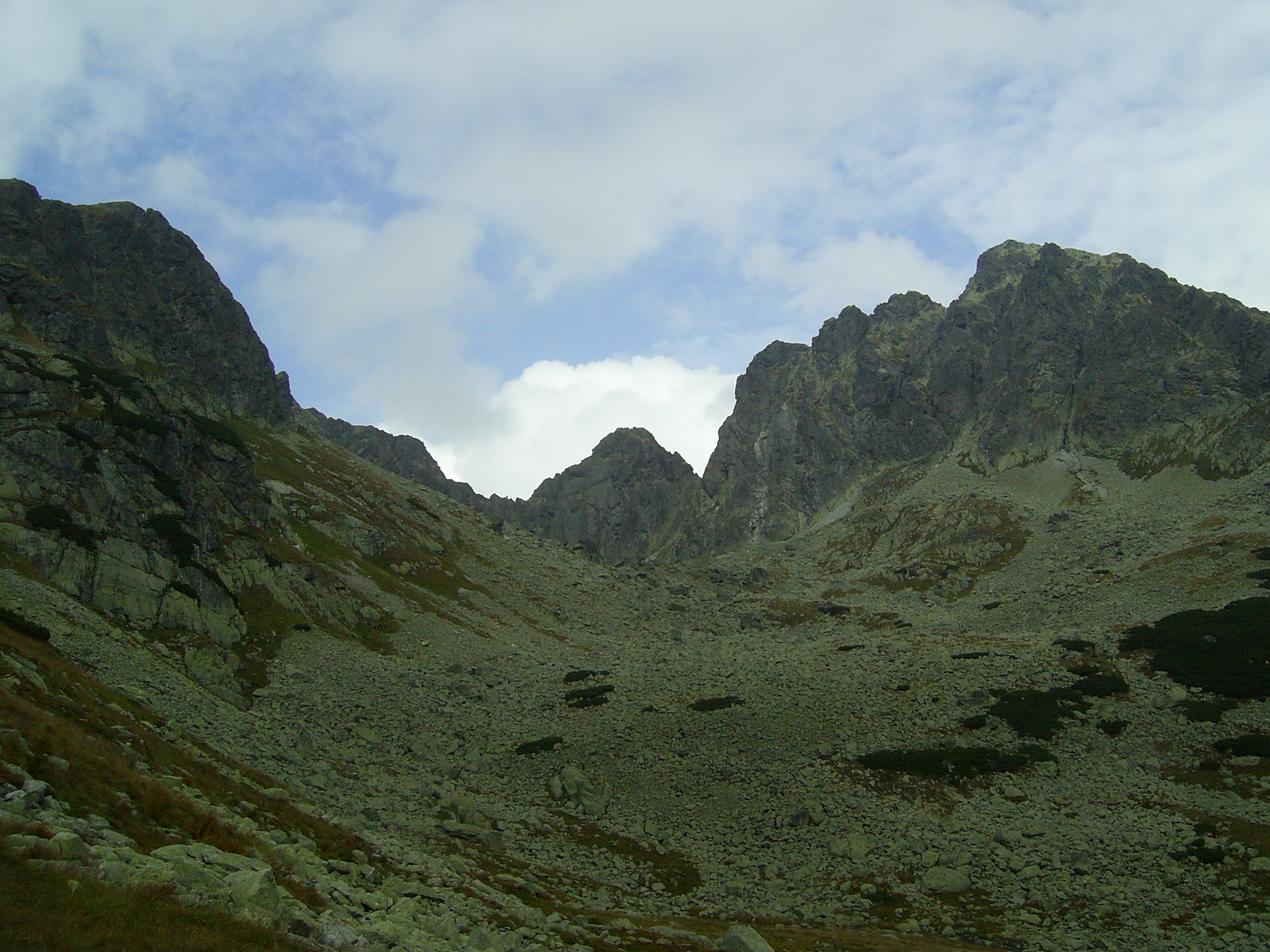
Blick vom Tal Dolina Pusta

Wanderer, die sich auf den Höhenweg Orla Perć wagen, müssen über den Gipfel gehen. 

### Routen zum Gipfel
Auf den Gipfel führt ein Höhenweg: 
- ▬ Der rot markierte Höhenweg Orla Perć vom Bergpass Zawrat über den Gipfel auf den Bergpass Krzyżne. Als Ausgangspunkt für eine Besteigung des Höhenwegs eignen sich die Berghütten Schronisko PTTK Murowaniec sowie Schronisko PTTK w Dolinie Pięciu Stawów Polskich.

## Belege
- Zofia Radwańska-Paryska, Witold Henryk Paryski, Wielka encyklopedia tatrzańska, Poronin, Wyd. Górskie, 2004, ISBN 83-7104-009-1.
- Tatry Wysokie słowackie i polskie. Mapa turystyczna 1:25.000, Warszawa, 2005/06, Polkart ISBN 83-87873-26-8.